# Clímene
Houve quatro Clímenes na mitologia grega:
- A primeira, filha do Oceano e de Tétis, casada com Jápeto, foi mãe de Prometeu e Epimeteu, de Atlas e Menoécio.
- A segunda foi casada com Prometeu e gerou Deucalião, único homem sobrevivente do Dilúvio.
- A terceira gerou Faetonte com Hélio, deus do sol.
- A quarta é filha de Catreu e mãe de Palamedes.